# Моравице (Врбовско)
Моравице (до 1991. Српске Моравице, до 1919. Коморске Моравице) су насељено мјесто града Врбовског у Горском котару, у Приморско-горанској жупанији, Република Хрватска.

## Географски положај
Моравице се налазе у Горском котару, на надморској висини од 422 метра. Насеље је распоређено у више засеока која се протежу на два брега између којих протиче река Добра.

## Историја
Срби ратници — насељеници од 17. века добили су посед у Моравицама, које су по њима постале „Српске”. Присуство Срба изазвало је непријатељство хрватских великаша Зрињских.
У месту је 1827. године била парохија манастира Гомирје, а службовао је као парох поп Георгије Момић.
Православни храм у Српским (Камералним) Моравицама освећен је октобра 1900. године од стране горњокарловачког владике Михаила. Било је то заслугом пароха моравичког поп Владимира Дујића али и покојног пароха поп Николе Јакшића. Поп Дујић је достигао 1933. године наслов протојереја и архијерејског намесника.
Пре Првог светског рата основано је у Српским Моравицама Српско добротворно друштво „Свети Ђурађ”. Градња Соколског дома у месту отпочела је августа 1933. године.

### Други светски рат
Месеца јуна 1941. године око 30 усташа помогнути домаћим присталицама похапсили су све виђеније Србе из Српских Моравица, а међу њима и старог протојереја и архијерејског намесника Владимира Дујића, одатле су их све послали право у Огулин, а после два дана у логор Даницу код Копривнице. У логор су стигли 17. јуна и на самом улазу страшно претучени и измрцварени. Проту Дујића ударио је неки усташа предметом по очима, разбио му наочаре које су га повредиле, ухватио за браду ишчупавши прамен длаке заједно са кожом. Проту је облила крв, али ни гласа није пустио од себе овај стари свештеник". 30. јуна прота је са још 250 Срба упућен у Госпић где је са још неким свештеницима, између 1. и 2. јуна, страховито претучен, и од тада му се губи сваки траг.
Усташе су жени проте Дујића из Српских Моравица „забијали игле у лице и чело и потпуно је унаказили”.
Клечка јама код Огулина, у Клечким драгама. Ту јаму звале су усташе „Жељезничка пруга” јер су у њу бацале многе жељезничаре Србе из Српских Моравица, Хрељина, Брестовца, Доњих и Горњих Дубрава.

## Становништво
Према попису становништва из 2001. године, Моравице имају 797 становника. Према попису становништва из 2011. године, насеље Моравице је имало 664 становника.
| Националност       | 1991. | 1981. | 1971. | 1961. |
| Срби               | 499   | 431   | 625   | 519   |
| Хрвати             | 206   | 195   | 259   | 334   |
| Југословени        | 61    | 154   | 42    | 42    |
| остали и непознато | 75    | 34    | 30    | 21    |
| Укупно             | 841   | 814   | 956   | 916   |

| Демографија | Демографија | Демографија |
| Година      | Становника  | Становника  |
| ----------- | ----------- | ----------- |
| 1961.       | 916         |             |
| 1971.       | 956         |             |
| 1981.       | 814         |             |
| 1991.       | 841         |             |
| 2001.       | 797         |             |
| 2011.       |             | 664         |

### Попис 1991.
На попису становништва 1991. године, насељено место Српске Моравице је имало 841 становника, следећег националног састава:
| Попис 1991.‍  | Попис 1991.‍  | Попис 1991.‍ | Попис 1991.‍ | Попис 1991.‍ |
| ------------ | ------------ | ----------- | ----------- | ----------- |
|              |              |             |             |             |
| Срби         | Срби         |             | 499         | 59,33%      |
| Хрвати       | Хрвати       |             | 206         | 24,49%      |
| Југословени  | Југословени  |             | 61          | 7,25%       |
| Муслимани    | Муслимани    |             | 28          | 3,32%       |
| Словенци     | Словенци     |             | 6           | 0,71%       |
| Албанци      | Албанци      |             | 1           | 0,11%       |
| Бугари       | Бугари       |             | 1           | 0,11%       |
| Црногорци    | Црногорци    |             | 1           | 0,11%       |
| неопредељени | неопредељени |             | 32          | 3,80%       |
| регион. опр. | регион. опр. |             | 1           | 0,11%       |
| непознато    | непознато    |             | 5           | 0,59%       |
| укупно: 841  |              |             |             |             |

## Образовање
- Основна школа „Иван Горан Ковачић”,
- Жељезничка техничка школа,
- Ђачки дом,
- КУД „Жељезничар”,
- Фолклорна група „Моравице”.

## Спорт и рекреација
- Фудбалски клуб „Жељезничар”,
- Куглашки клуб „Жељезничар”,
- Женски куглашки клуб „Жељезничар”,
- школски спортски клуб „ЖТШ Моравице”,
- Планинарско друштво „Жељезничар”.

## Познате личности
- Данило Јакшић, српски православни епископ горњокарловачки (1751—1771)
- Ђорђе Петровић, српски сликар
- Перо Квргић, прослављени глумац, преко 190 улога у каријери
- Ђорђе Кангрга, стоматолог, музичар, оснивач и вођа староградског ансамбла „Наракорд”

## Знаменитости
- Храм Светог Великомученика Георгија

## Галерија
- Спомен плоча у родном мјесту Данила Јакшића, на цркви Светог Ђорђа у Српским Моравицама.
- Храм Св. Ђорђа у Српским Моравицама